# 知念蒲
知念蒲（日语：／ Chinen Kama，1895年5月10日—2010年5月2日），又譯知念鎌，日本超級人瑞，自美國人葛楚德·拜恩斯2009年9月11日辭世後，成為在世最年長者。在她去世的時候，她是日本史上排名第二的最年長者，僅次豬飼種。欧仁妮·布朗夏尔成為下一位在世最長者紀錄保持人。
2008年4月5日，山中賀久去世，知念以112岁331天之齡成為日本在世最年長者。2008年9月20日，知念以113岁133天，經確認出生資料，被列入金氏世界紀錄承認老年學研究組織的超級人瑞名單中。